# Marco Romano
Marco Romano (ur. 6 maja 1953 w Neapolu) – włoski szermierz, szablista, srebrny medalista igrzysk olimpijskich i mistrzostw świata. 
Na igrzyskach olimpijskich w Moskwie w 1980 roku reprezentacja Włoch w składzie: Mario Aldo Montano, Michele Maffei, Ferdinando Meglio, Marco Romano i Giovanni Scalzo zdobyła srebrny medal. W rywalizacji indywidualnej nie startował. Był to jego jedyny start olimpijski.
Podczas mistrzostw świata w Melbourne w 1979 wspólnie z Michele Maffeim, Mario Aldo Montano, Gianfranco Dalla Barbą i Ferdinando Meglio zdobył drużynowo srebrny medal.